# Antoni Grabowski
Antoni Grabowski (11. juni 1857 i Nowe Dobre nær Chełmno – 4. juli 1921 i Warszawa) var polsk kemiingeniør og aktiv i den tidlige esperanto-bevægelse. Hans oversættelser var i høj grad medvirkende til at udvikle esperanto til et litterært anvendt sprog.

## Uddannelse og karriere
Tidligt efter hans fødsel flyttede Grabowskis familie fra Nowe Dobre til Thorn (Toruń). På grund af hans forældres fattigdom måtte Grabowski begynde at arbejde umiddelbart efter at have afsluttet underskolen.
Alligevel lykkedes det ham, drevet af et stort ønske om at lære, at læse tilstrækkeligt til at gå op til gymnasiets adgangseksamen, som han bestod med godt resultat. Under dette studium ved Nicolaus Copernicus skolen i Thorn viste han sig at besidde langt større viden end de øvrige på hans alder og blev to gange rykket op i en højere klasse. I 1879 forbedredes familiens finansielle situation, og efter sin studentereksamen kunne Grabowski studere filosofi og naturvidenskab ved Universitetet i Breslau (Wrocław).
Bagefter arbejdede han i praksis som kemiingeniør i Zawiercie og et par andre steder som nu ligger i Tjekkiet, og til sidst som leder af en tekstilfabrik i Ivanovo-Voznesensk i Rusland, 250 km nordøst for Moskva.
Imens fortsatte han sine dybtgående undersøgelser af kemiske problemstillinger. Han blev kendt blandt eksperter på det område over hele Europa for adskillige opfindelser og teknologiske forbedringer. Grabowski blev desuden udpeget som medlem af den kommission, hvis opgave var at fastlægge den polske terminologi på det tekniske område. Få år senere i 1906 udkom hans Słownik chemiczny, som var den første polske kemiordbog.

## Esperanto og litteratur
Allerede under sit universitetsstudium udviklede Antoni Grabowski en omfattende interesse for litteratur. Han blev således medlem af det slaviske litterære selskab (Towarzystwo Literacko-Słowiańskie). Men dette afholdt på ingen måde Grabowski fra at arbejde med andre sprog og anden litteratur end polsk, og efterhånden lærte han sig et anseligt antal fremmedsprog og blev en sand polyglot. Til sidst talte han, udover sit modersmål, ni andre sprog og kunne passivt bruge yderligere mindst femten. På denne baggrund er det ikke overraskende, at Grabowski allerede som studerende også fik interesse for ideen om et internationalt sprog.
På den tid betød dette først og fremmest sproget Volapük, så det var hvad Grabowski lærte. Da han på et tidspunkt besøgte Johann Martin Schleyer, skaberen af dette sprog-projekt, opdagede han at ikke engang denne var i stand til at tale volapük flydende. Det lod til, at dette sprog var uegnet til almindelig brug, og til sidst måtte de to tale tysk med hinanden. Efter denne skuffelse opgav Grabowski sit arbejde med volapük, men opgav ikke ideen om et internationalt kunstsprog.
I 1887 læste han den lille bog Dr. Esperanto: Et internationalt sprog. Introduktion & komplet grammatik udgivet samme år af Ludwik Zamenhof, hvori denne foreslog sit eget sprogprojekt, som snart skulle blive kendt under navnet "esperanto". Grabowski blev imponeret af esperantos gennemskuelige struktur og af dets udtryksmuligheder, som kunne læres forbavsende hurtigt. Han rejste til Warszawa for at besøge Zamenhof, under hvilket besøg den første mundtlige konversation på esperanto fandt sted.
Som Zamenhof forstod også Grabowski litteraturens vigtige indflydelse på sprogs udvikling og hvilken særlig betydning den ville have for udviklingen af esperanto, som på dette tidspunkt var ved at ændre sig fra at være et sprogprojekt til et sprog, som kunne anvendes på alle livets områder. Grabowski arbejdede allerede på dette: I 1888 udgav han sin oversættelse af Snestormen af Aleksandr Pusjkin, efterfulgt i 1889 af hans oversættelse af Goethes Die Geschwister for blot at nævne de første udgivelser.
I de tidlige 1890'ere blev Grabowski utilfreds med den langsomme udbredelse af esperanto. Han mente, at det skyldtes ufuldkommenheder i sproget og agiterede for ændringer. Da det imidlertid kom til en afstemning i 1894, stemte han imod reformer og holdt sig fra dette tidspunkt til sprogets grundlæggende udformning, det såkaldte Fundamento de Esperanto.
Grabowski var i en lang periode formand for Warszawas Esperanto-Selskab, som grundlagdes i 1904. Det ændrede sit navn til Polsk Esperanto-Selskab i 1908. I samme år blev han leder af grammatik-sektionen i det internationale Esperanto-Akademi. Han skrev artikler, holdt foredrag om esperanto og organiserede sprogkurser i esperanto.
I årene 1908-1914 var Grabowski ansvarlig for de første kurser i nogen få skoler i Warszawa. Han beskrev i 1908 i en artikel, hvordan esperanto var usædvanligt velegnet som introduktion til indlæring af fremmedsprog. I artiklen viste han med konkrete eksempler, hvor meget det at lære esperanto først forbedrede en senere indlæring af fransk og latin (en påstand, som virkede utrolig for offentligheden på det tidspunkt).
Antologien Fra Folkets Parnas som udkom i 1913 indeholdt 116 digte, som repræsenterede 30 forskellige sprog og kulturer. Seks af digtene var skrevet direkte på esperanto, de resterende 110 oversat.
Som følge af begivenhederne under 1. verdenskrig blev Grabowski adskilt fra de øvrige familiemedlemmer, som var flygtet til Rusland. Syg og isoleret blev han tilbage i Warszawa. Der oversatte han det polske nationale epos Pan Tadeusz af Adam Mickiewicz. Ved arbejdet med oversættelsen, som var præcis og tro mod originalen fik han afprøvet alle de latente muligheder i kunstsproget og fik derved sat yderligere gang i udviklingen af poesi, skrevet direkte på esperanto.
På denne tid begyndte han at lide af kroniske hjerteproblemer, men havde ikke råd til den nødvendige medicinske behandling, fordi han levede i yderste armod. Da hans familie vendte tilbage efter krigens slutning, var hans legeme næsten udtæret. Ikke desto mindre fortsatte han arbejdet med esperanto til sin død af et hjerteanfald i 1921.